# Spring Cup 2011
Lo Spring Cup 2011 (Russia F1 Futures 2011) è stato un torneo di tennis giocato sul cemento, che fa parte della categoria ITF Women's Circuit nell'ambito dell'ITF Women's Circuit 2011 e dell'ITF Men's Circuit nell'ambito dell'ITF Men's Circuit 2011. Sia il torneo maschile che quello femminile si è giocato a Mosca in Russia dal 14 al 20 marzo 2011.

## Vincitori

### Singolare maschile
Denis Macukevič ha battuto in finale  Sergej Betov con il punteggio di 7–5, 6–2

### Singolare femminile
Ljudmyla Kičenok ha battuto in finale  Dar'ja Gavrilova con il punteggio di 6–2, 6–0

### Doppio maschile
Andis Juška  /  Deniss Pavlovs hanno battuto in finale  Denis Macukevič /  Mikhail Vasiliev 6–4, 7–6(5)

### Doppio femminile
Ljudmyla Kičenok /  Nadežda Kičenok hanno battuto in finale  Aleksandra Panova /  Ol'ga Panova con il punteggio di 6–3, 6–3